# Förrädaren (film, 1956)
Förrädaren (originaltitel: Backlash) är en amerikansk långfilm från 1956 i regi av John Sturges, med bland andra Richard Widmark, Donna Reed, William Campbell och John McIntire i rollerna.

## Handling
Jim Slater (Richard Widmark) är på jakt efter en last med stulet guld, för att bevisa att hans far (John McIntire) inte var inblandat i guldrånet. Att hitta guldet är också målet för Karyl Orton (Donna Reed).

## Rollista
| Richard Widmark  | – Jim Slater            |
| Donna Reed       | – Karyl Orton           |
| William Campbell | – Johnny Cool           |
| John McIntire    | – Jim Bonniwell         |
| Barton MacLane   | – Sgt. George Lake      |
| Harry Morgan     | – Tony Welker           |
| Robert J. Wilke  | – Jeff Welker           |
| Jack Lambert     | – Mike Benton           |
| Roy Roberts      | – Maj. Carson           |
| Edward Platt     | – Sheriff J.C. Marson   |
| Robert Foulk     | – Sheriff John F. Olson |
| Phil Chambers    | – Deputy Sheriff Dobbs  |
| Gregg Barton     | – Sleepy                |
| Fred Graham      | – Ned McCloud           |